# Regulator P
Regulator P (ang. proportional controller) – w automatyce, regulator składający się z jednego członu typu P (proporcjonalnego), którego transmitancję określa wzmocnienie:
{\displaystyle \!G_{P}(s)=K_{p}}
Na podstawie sygnału podawanego na wejście regulatora, wytwarza on proporcjonalny sygnał sterujący, przy czym celem jest utrzymanie wartości wyjściowej układu na pewnym z góry zadanym poziomie, który jest zwany wartością zadaną (dążenie do eliminacji uchybu regulacji).
Układy regulacji z regulatorem typu P charakteryzują się niezerowym uchybem ustalonym w przypadku, gdy transmitancja zastępcza układu posiada jedynie bieguny niezerowe – tym mniejszym, im większe jest wzmocnienie regulatora. Wartość niezerowego uchybu jest opisana wzorem:
{\displaystyle |e_{u}|={\frac {B}{1+K_{p}\cdot K_{o}}}}
gdzie:
{\displaystyle K_{o}} – wzmocnienie obiektu regulacji,
{\displaystyle B} – wartość skoku sygnału zadanego lub zakłócenia (wówczas {\displaystyle B=A\cdot K_{o}}),
{\displaystyle K_{p}} – wzmocnienie regulatora.